# Mahalo from Elvis
Mahalo from Elvis è un album compilation di Elvis Presley. Il disco venne pubblicato postumo negli Stati Uniti nel 1978 dalla Pickwick Records.

## Il disco
La prima facciata del disco consiste di cinque tracce precedentemente inedite incise da Presley a Honolulu il 14 gennaio 1973, per l'inclusione nella versione statunitense dello speciale televisivo Aloha from Hawaii (questi brani furono registrati dopo l'uscita del pubblico dalla sala a concerto finito, e quindi non vengono considerati brani dal vivo). La registrazione di No More, tuttavia, non venne utilizzata per lo speciale. Tutti i brani sulla seconda facciata sono canzoni già edite provenienti da varie colonne sonore di film interpretati da Presley negli anni sessanta. L'album è stato certificato disco d'oro il 15 settembre 2011 dalla RIAA.
L'album venne compilato dalla Pickwick Records in accordo con la RCA Records, che concesse alla Pickwick i diritti per ristampare alcune registrazioni di Elvis in precedenza pubblicate dall'etichetta economica RCA Camden.

## Tracce
Lato 1
1. Blue Hawaii (Ralph Rainger, Leo Robin) - 2:30
2. Early Morning Rain (Gordon Lightfoot) - 2:52
3. Hawaiian Wedding Song (Al Hoffman, Dick Manning) - 2:53
4. KU-U-I-PO (George David Weiss, Hugo Peretti, Luigi Creatore) - 2:05
5. No More (Hal Blair, Don Robertson, Sebastián Iradier) - 2:28

Lato 2
1. Relax (Roy Bennett, Sid Tepper) - 2:18
2. Baby, If You'll Give Me All Of Your Love (Joy Byers) - 1:47
3. One Broken Heart For Sale (Otis Blackwell, Winfield Scott) - 1:34
4. So Close, And Yet So Far (From Paradise) (Joy Byers) - 3:00
5. Happy Ending (Sid Wayne, Ben Weisman) - 2:07